# Brusna ploča
Brusna ploča ili brusno kolo se sastoji od:
- sredstava za brušenje ili abraziva, koja mogu biti prirodna ili umjetna, i
- vezivnog sredstva, koja mogu biti neorganska ili organska.[1]

## Prirodna sredstva za brušenje
Prirodna sredstva za brušenje su:
- prirodni korund koji sadrži veliki postotak aluminijevog oksida,
- smirak ili šmirak je smjesa aluminijevog oksida i magnetno željezne rude s hematitom, kvarcom i raznim silikatima,
- kvarc koji može biti čisti ili obojen oksidom metala; služi za brušenje metala, drveta, stakla i kamena,
- dijamant, koji služi za najfinije brušenje, naročito tvrdih predmeta.

### Umjetna sredstva za brušenje
Umjetna sredstva za brušenje su:
- silicijev karbid ili karborund, koji se dobiva taljenjem koksa, kvarcnog pijeska i soli u električnoj peći,
- specijalni korund ili elektrokorund, koji se dobiva u električnim pećima od boksita i koksa,
- borkarbid, koji se zbog velike tvrdoće koristi kao zamjena za dijamantni prah i za obradu tvrdih metala.

## Vezivna sredstva
Vezivna sredstva su:
- neorganska vezivna sredstva kao keramičko vezivo, silikatno vezivo, magnezitno vezivo, metalno vezivo;
- organska vezivna sredstva kao bakelitno vezivo, šelakovo vezivo, gumeno vezivo.

## Označavanje brusnih ploča
Primjer: 450 x 100 x 127 A 60 K 8 V
- (450) D – promjer brusne ploče (450 mm),
- (100) B – širina brusne ploče (100 mm),
- (127) d – promjer provrta na brusnoj ploči (127 mm),
- (A) – oznaka sredstava za brušenje,
- (60) – krupnoća zrna,
- (K) – tvrdoća brusne ploče,
- (8) – oznaka strukture brusne ploče,
- (V) – oznaka veziva.

### Krupnoća zrna
Abrazivi dolaze najčešće u rasponu granula od 40 (od 420 do 660 μm), 60, 80, 100, 120, 150, 180, 220, 240, 280, 320, 360, 400, 500 i 600 (od 15 do 35 μm).

### Tvrdoća brusne ploče
Tvrdoća brusne ploče ovisi o čvrstoći vezivnog materijala i određuje se kao otpor veziva protiv ispadanja zrnaca. Oznake za tvrdoću brusnih ploča su: 
- osobito meko (A, B, C, D),
- vrlo meko (E, F, G, H),
- meko (I, J, K),
- srednje (L, M, N, O),
- tvrdo (P, Q, R, S),
- vrlo tvrdo (T, U, V, W),
- osobito tvrdo (X, Y, Z).

### Oznaka strukture brusne ploče
Struktura brusne ploče je svojstvo koje može pri istoj finoći i tvrdoći biti različito. Time označavamo količinu zrnaca i veziva u jedinici obujma brusne ploče. Označava se vrijednostima od 1 do 14. Otvorena struktura je struktura s visokom poroznošću. Zatvorena struktura je ona koja ima najmanju poroznost među zrncima.

## Brusne ploče za ručno brušenje
Prema izgledu i konstrukciji, brusne ploče mogu biti: pločaste, prstenaste, valjkaste, profilne, obručne, tanjuraste, lončaste, vretenaste, šuplje, brusne ploče na drški. Oblikovanje brusnih ploča obavlja se u kalupima. Nakon toga u ovisnosti o vezivu određuje se daljnji postupak. Uglavnom je to sušenje (kod keramičkih veziva), te pečenje u elektropećima. Alat se zatim ispituje tako da se drži najmanje 3 minute na 40 – 50% većoj brzini od dopuštene. Zatim se brusovi moraju još izbalansirati kako bi se izbjegle vibracije, koje negativno utječu na alat, stroj i obradak. Brusne ploče se koriste isključivo na alatima s pogonom (električnim, akumulatorskim ili pneumatskim pogonom).